# DigiKam
DigiKam — программа для работы с цифровыми фотографиями, каталогизатор и редактор для Linux, macOS и Windows. Программа DigiKam органично интегрирована в среду рабочего стола KDE.

## Возможности
- Загрузка фотографий на компьютер с цифровых камер, сканеров или переносных накопителей (на конец 2018 года поддерживалось более 2500 моделей устройств) с помощью gPhoto2.
- Упорядочивание большого количества фотографий в виде альбомов для быстрого поиска нужных изображений по ключевым словам, названиям, коллекциям, датам, геолокации и операциям поиска.
- Просмотр и редактирование фотографий: просматриваемое фото открывается увеличенной в главном окне (ранние версии DigiKam открывали его во внешнем окне).
- Сортировка фотографий — фотографии сортируются в альбомы, которые имеют иерархическую структуру.
- Использование меток — можно связать фотографии, находящиеся в разных альбомах, с помощью меток. В дальнейшем возможна сортировка и просмотр фотографий по ним.
- Определение геолокации на основе метаданных из фотографий.
- Поиск элементов изображений, похожих на лица, для добавления описания.

### Распознавание лиц
Начиная с версии 2.0 в DigiKam введена функция распознавания лиц, что позволяет автоматически определять фотографии, на которых присутствуют определенные люди и присваивать им соответствующие теги. Менеджер фотографий digiKam стал первым свободным проектом, в котором появилась подобная функциональность.
Ранее функции распознавания лиц были реализованы только в проприетарных программных продуктах, таких как Google Picasa, Apple iPhoto и Windows Live Photo Gallery. Функция распознавания лиц была реализована в версии 2.0 через библиотеку Libface, а с версии 3.3 основана на наработках проекта OpenTLD.

## Другие операционные системы
- Windows: DigiKam является частью проекта KDE on Windows. Программа может быть установлена вместе с библиотекой DigiKam-msvc с KDE Installer.
- Существует официальный порт на Mac OS X, который можно собрать из исходного кода или с использованием MacPorts.
- Большинство Unix-подобных ОС также поддерживаются.[11]